# 九岭镇 (江油市)
九岭镇，是中华人民共和国四川省绵阳市江油市曾经下辖的一个镇。2019年12月，撤销九岭镇，将其所属行政区域划归青莲镇管辖。

## 行政区划
九岭镇撤销前下辖以下地区：
双江社区、柏河村、景云村、大宝村、红岩村、扎营村、苏溪沟村、藕塘村、中河村和双石村。